# Armée catholique et royale de Bretagne
L'Armée catholique et royale de Bretagne regroupait l'ensemble des contingents de chouans de Bretagne.

## Histoire
Héritière de l'Association bretonne de La Rouërie, cette armée fut créée par Joseph de Puisaye pour unifier les différentes divisions chouannes. 
Le 15 octobre 1794, Puisaye fut reconnu lieutenant général de l'armée de Bretagne par le comte Charles d'Artois.
Cependant à la suite de l'échec de l'expédition de Quiberon en juillet 1795, le commandement de Puisaye fut remis en question et une scission se créa principalement avec l'armée du Morbihan dirigée par Cadoudal qui ne reconnaissait plus l'autorité du lieutenant général. Puisaye ne fut alors plus reconnu que par l'armée de Rennes et de Fougères bien qu'il disposait toujours du soutien des princes.
Finalement Puisaye démissionna en 1798, après un court intérim de René Augustin de Chalus, le comte d'Artois nomma alors Marigny pour lui succéder mais celui-ci refusa, le commandement échut ensuite à Béhague qui ne resta que quelques mois en Bretagne durant l'année 1798, et retourna en Angleterre.
Ce fut finalement Georges Cadoudal nommé major-général de Béhague qui assura le commandement véritable avant d'être reconnu officiellement. Mort en 1804, Cadoudal fut nommé Maréchal de France à titre posthume.

## Armée catholique et royale de Bretagne (1794-1796)
- État-Major:
  - Lieutenant-Général : Joseph de Puisaye
  - Maréchal de camp, major-général : Pierre Dezoteux de Cormatin
  - Maréchal de camp, major-général : René Augustin de Chalus
  - Trésorier Général: Joseph Le Leuch

### Armée catholique et royale du Morbihan
- État-Major[1] :
  - Maréchal de camp :  Joseph de Boulainvilliers de Croÿ († 1795)
  - Maréchal de camp : Sébastien de La Haye de Silz († 1795)
  - Maréchal de camp : Georges Cadoudal
  - Colonel, commandant de la cavalerie: Julien Berthelot
  - Colonel, commandant de l'artillerie: de Trécesson

- Effectifs : 20 000 hommes
- Territoire: Morbihan, bordure sud des Côtes-d'Armor.

- Division d'Auray
  - Colonel : Georges Cadoudal, puis
  - Colonel : Jean Rohu
- Division de Bignan
  - Colonel : Pierre Guillemot
- Division de Vannes
  - Colonel : Pierre-Mathurin Mercier, dit La Vendée
- Division de Melrand et Baud
  - Colonel : Jean Jan
- Division de Loudéac
  - Colonel : Pierre Robinault de Saint-Régent
- Division de La Trinité-Porhoët
  - Colonel : de Troussier
- Division de Redon
  - Colonel : Louis de Sol de Grisolles
- Division de Muzillac
  - Colonel : Louis de La Haye de Silz
- Division de Ploërmel et Malestroit
  - Colonel : César du Bouays, puis
  - Colonel : Closmadeuc
- Division de Hennebont
  - Colonel : Louis Bonfils de Saint-Loup († 1796)
- Division de Pontivy
  - Colonel : Paul de Lantivy-Kerveno († 1795), puis
  - Colonel : Jérôme de Lantivy du Rest († 1796)
- Division de Gourin et Le Faouët
  - Colonel : Pierre du Chélas

#### Armée catholique et royale du Morbihan lors de l'expédition de Quiberon (1795)
- État-Major :
  - Lieutenant-Général : Joseph de Puisaye

- Première Armée, 2 500  à   4 000 hommes
  - Maréchal de camp: Vincent de Tinténiac († 1795)
  - Colonel : Georges Cadoudal
  - Colonel : Paul de Lantivy-Kerveno

- Deuxième Armée, 4 000  à   9 000 hommes
  - Maréchal de camp : Jacques Anne Joseph Le Prestre de Vauban
  - Colonel : Jean Jan
  - Colonel : Jean Rohu

- Troisième Armée, 2 500  à   4 000 hommes
  - Maréchal de camp : Paul Alexandre du Bois-Berthelot
  - Colonel : Pierre-Mathurin Mercier, dit la Vendée
  - Colonel : Jean-Baptiste d'Allègre de Saint-Tronc

#### Armée rouge (1795)
- Armée rouge, 3 500  à   5 000 hommes
  - Maréchal de camp : Vincent de Tinténiac († 1795), puis
  - Général : Antoine-Henry d'Amphernet de Pontbellanger, puis
  - Général : Georges Cadoudal

### Armée catholique et royale d'Ille-et-Vilaine
- État-Major :
  - Brigadier des Armées du Roi, général lieutenant de l'armée : Aimé Picquet du Boisguy
  - Colonel, Major-général : René Augustin de Chalus
  - Colonel, Adjudant-général : Jean-Marie Rubin de La Grimaudière
  - Colonel d'état-major : Jean Isidore de Saint-Gilles, dit Du Guesclin
  - Colonel d'état-major : Bertrand de Saint-Gilles
  - Colonel adjudant-général d'état-major : Amador de Busnel
  - Lieutenant-colonel d'état-major : Saint-Germain de Houlme
  - Lieutenant-colonel d'état-major : Chevalier de Chalus
  - Membre du Conseil : Collin de La Contrie
  - Membre du Conseil : Abbé Frétigné

- Effectifs : 10 000  à   12 000 hommes
- Territoire : Ille-et-Vilaine, nord-est des Côtes-d'Armor, bordure nord-ouest de la Mayenne, bordure sud-ouest de la Manche.

- 1re division, de Fougères, 3 000 hommes.
  - Colonel : Aimé Picquet du Boisguy, puis
  - Colonel : Auguste Hay de Bonteville
- 2e division, de Vitré, 1 500  à   2 000 hommes.
  - Colonel : Alexis du Bouays de Couësbouc
- 3e division, de La Guerche-de-Bretagne, 500 hommes.
  - Colonel : Louis de La Haye-Saint-Hilaire
- 4e division, de Mordelles, 1 000 hommes.
  - Colonel : Jean-Joseph Ruault de La Tribonnière († 1796), puis
  - Colonel : Armand de La Massüe de la Sillandais († 1796), puis
  - Colonel : Louis Roger
- 5e division, de Bain-de-Bretagne. 
  - Colonel : Charles Olivier Marie Sévère de La Bourdonnaye
- 6e division, de Saint-Gilles. 
  - Colonel : Guy Aubert de Trégomain
- 7e division, de Bécherel.
  - Colonel : René-Benjamin du Bouays de Couësbouc
- 8e division, de Médréac et Saint-Méen-le-Grand.
  - Colonel : Félicité de Botherel du Plessis
- 9e division, de Dol et Saint-Malo dite Clos–Poulet. 
  - Colonel : Henri Baude de La Vieuville († 1796), puis
  - Colonel : Mathurin Jean Dufour
- 10e division, de Dinan, 500 hommes.
  - Colonel : Malo Colas de La Baronnais († 1795), puis
  - Colonel : Victor Colas de La Baronnais

### Armée catholique et royale des Côtes-du-Nord
- État-Major :
  - Colonel commandant en chef: Amateur-Jérôme Le Bras des Forges de Boishardy († 1795)
  - Maréchal de camp : Guillaume Le Gris–Duval
- Effectifs : ~ 5 000 hommes
- Territoire : Côtes-d'Armor

- Division de Lamballe et Moncontour. Colonel: Amateur-Jérôme Le Bras des Forges de Boishardy († 1795), puis
- Maréchal de camp : Guillaume Le Gris–Duval
- Division de Dinan.
  - Colonel : Malo Colas de La Baronnais († 1795), puis
  - Colonel : Victor Colas de La Baronnais
- Division de Saint-Brieuc
  - Colonel : Jean-François Le Nepvou de Carfort

### Armée catholique et royale du Maine, d'Anjou et de la Haute-Bretagne
- État-Major :
  - Maréchal de camp : Marie Paul de Scépeaux de Bois-Guignot
  - Maréchal de camp : Louis-Fortuné Guillon de Rochecotte († 1798)
  - Commandant en second : Pierre Louis Godet de Châtillon
  - Major-général : Louis de Bourmont
  - Adjudant-général : Louis d'Andigné
  - Inspecteur général : Prosper Turpin de Crissé
  - Commandant de la cavalerie : Pierre-Michel Gourlet, dit l'Écureuil[2]

- Effectifs : 15 000 hommes
- Territoire : Loire-Atlantique, nord-ouest du Maine-et-Loire, Mayenne, ouest de la Sarthe
- Indépendante de l'Armée catholique et royale de Bretagne après 1796.

- 1re division, de Varades.
  - Colonel : Guillaume Plouzin, dit Le Lion
- 2e division, de Châteaubriant.
  - Colonel : Jean Terrien, dit Cœur de Lion
- 3e division, d'Ancenis.
  - Colonel : Pierre-Michel Gourlet, dit l'Écureuil, puis
  - Colonel : René Palierne de la Haudussais
- 4e division, de Segré.
  - Colonel : de Sarrazin († 1795), puis
  - Colonel : Mathurin Ménard dit Sans-Peur
- 5e division, de Château-Gontier.
  - Colonel : Joseph-Juste Coquereau († 1795), puis
  - Colonel : Marin-Pierre Gaullier, dit Grand-Pierre
- 6e division, de Nuillé-sur-Vicoin, 2 000 hommes.
  - Colonel : Jean-Louis Treton, dit Jambe d'Argent († 1795)
- 7e division, de Vaiges.
  - Colonel : Michel Jacquet, dit Taillefer († 1796), puis
  - Colonel : Claude-Augustin Tercier
- 8e division, de Craon.
  - Colonel : Michel-Louis Lecomte
- 9e division, de Pontchâteau.
  - Colonel : comte de Tarron
- 10e division, de Blain.
  - Colonel : Louis Denys
- Division de Villaines-la-Juhel et La Chapelle-au-Riboul
  - Colonel : Guillaume Le Métayer, dit Rochambeau († 1798)

### Armée catholique et royale de Normandie (pour mémoire)
- Indépendante de l'Armée catholique et royale de Bretagne après 1796.

## Armée catholique et royale de Bretagne (1799-1800)
- État-Major :
  - Lieutenant-général : Jean de Béhague de Villeneuve, puis
  - Lieutenant-général : Georges Cadoudal

### Armée catholique et royale du Morbihan
- État-Major:
  - Lieutenant-général : Georges Cadoudal
  - Maréchal de camp, Major-général: Pierre-Mathurin Mercier
  - Colonel, commandant de l'artillerie: de Trécesson.

- Effectifs : 18 000 hommes
- Territoire : Morbihan, bordure sud des Côtes-d'Armor.

- 1re légion, de Bignan, 4 000  à   5 000 hommes.
  - Colonel : Pierre Guillemot
- 2e légion, d'Auray, 3 000  à   4 000 hommes.
  - Colonel : Jean Rohu
- 3e légion, de Vannes, 2 000 hommes.
  - Colonel : Pierre-Mathurin Mercier, dit La Vendée, puis
  - Colonel : Guillaume Gambert
- 4e légion, de Muzillac et de Redon, 2 000 hommes.
  - Colonel : Louis de Sol de Grisolles
- 5e légion, de La Trinité-Porhoët et Mohon, 1 200 hommes. 
  - Colonel : Pierre Robinault de Saint-Régent
- 6e légion, de Ploërmel et de Guer, 600 hommes.
  - Colonel : César du Bouays
- 7e légion, de Melrand, 2 000 hommes.
  - Colonel : Achille Biget
- 8e légion, de Gourin, 1 500 hommes.
  - Colonel : Jean François Edme Le Paige de Bar

### Armée catholique et royale d'Ille-et-Vilaine
- État-Major :
  - Maréchal de camp : Charles Thierry de La Prévalaye, puis
  - Maréchal de camp : Aimé Picquet du Boisguy

- Division de Fougères, 2 000 hommes. 
  - Colonel : Louis Cochet, puis
  - Colonel : Joseph Picot de Limoëlan, puis
  - Brigadier : Aimé Picquet du Boisguy, puis
  - Colonel : Auguste Hay de Bonteville
- Division de Vitré.
  - Colonel : La Nougarède, dit Achille le brun
- Division, de Mordelles.
  - Colonel : Louis Roger
- Division de Médréac et Saint-Méen-le-Grand.
  - Colonel : Félicité de Botherel du Plessis
- Division de Bain.
  - Colonel : Joseph Rubin de La Grimaudière

### Armée catholique et royale des Côtes-du-Nord
- État-Major :
  - Maréchal de camp : Guillaume Le Gris-Duval
  - Maréchal de camp : Pierre-Mathurin Mercier, dit La Vendée
  - Brigadier des Armées du Roi, major-général : Jean-François Le Nepvou de Carfort
- Effectifs : 7 000  à   8 000 hommes
- Territoire : Côtes-d'Armor

- 1re division, de Guingamp et Tréguier,
  - Colonel : Guillaume de Keranflech, dit Jupiter
- 2e division, de Lannion,
  - Colonel : Claude-René Guezno de Penanster
- 3e division, de Saint-Brieuc,
  - Brigadier : Jean-François Le Nepvou de Carfort
- 4e division, de Dinan,
  - Colonel : François-Marie Garnier de Kérigant
- 5e division, de Loudéac et La Trinité-Porhoët,
  - Colonel : Pierre Robinault de Saint-Régeant

## Armée catholique et royale de Bretagne (1800-1801)
- État-Major : Lieutenant-général: Georges Cadoudal.
- 1re adjudance, centre du Morbihan.
  - Adjudant-général : Pierre Guillemot, dit le Roi de Bignan
- 2e adjudance, est du Morbihan.
  - Adjudant-général : Louis de Sol de Grisolles
- 3e adjudance, est des Côtes-du-Nord, nord-est du Morbihan.
  - Adjudant-général : Pierre Robinault de Saint-Régeant
- 4e adjudance, sud-est du Finistère, ouest du Morbihan.
  - Adjudant-général : Jean François Edme Le Paige de Barde
- 5e adjudance, sud-ouest du Finistère.
  - Adjudant-général : Comte de Cornouaille
- 6e adjudance, nord du Finistère.  
  - Adjudant-général : Guimard Coettedreux
- 7e adjudance, ouest et centre des Côtes-du-Nord.
  - Adjudant-général : Pierre-Mathurin Mercier, dit la Vendée († 1801), puis
  - Adjudant-général : Guillaume Le Gris-Duval
- 8e adjudance, est de l'Ille-et-Vilaine.
  - Adjudant-général : Aimé Picquet du Boisguy
- 9e adjudance, ouest de l'Ille-et-Vilaine.
  - Adjudant-général : Joseph Picot de Limoëlan

## Armée catholique et royale de Bretagne (1817)
- État-Major : Chef d'État major : Jean René Louis de Kermoysan.Il signe lors des campagnes de 1815, les conditions des pourparlers et de l'occupation de Vannes par les royalistes.